# IEEE 802.1Qay
PBB-TE (пи-би-би-ти-и, англ. Provider Backbone Bridge Traffic Engineering - магистральные мосты провайдера с возможностью оптимизации и управления трафиком) — пакетная технология передачи данных, принятая как стандарт IEEE 802.1Qay-2009. PBB-TE адаптирует технологию Ethernet для применения в транспортных сетях провайдеров. В основе стандарта лежат технологии Q-in-Q (стандарт IEEE 802.1ad) и MAC-in-MAC (стандарт IEEE 802.1ah), но в отличие от них из PBB-TE удалена функциональность широковещательных запросов, динамических таблиц коммутации и отсутствуют протоколы покрывающего дерева. В сетях PBB-TE OA&M (англ. Operations, administration and management - эксплуатация, управление и техническое обслуживание) как правило базируются на стандарте IEEE 802.1ag.

## История
Технология PBB-TE была разработана компанией Nortel в 2006 г. как PBT (англ. Provider Backbone Transport - транспорт магистрали провайдера).